# Gösta Pettersson
Gösta Artur Roland Pettersson (* 23. listopadu 1940 Alingsås) je bývalý švédský silniční cyklista. Začínal v amatérské cyklistice, kde dosáhl značných úspěchů: v týmových časovkách získal tři tituly mistra světa (1967, 1968, 1969) a dvě olympijské medaile: bronz v Tokiu roku 1964 a stříbro v Mexiku roku 1968. Časovky jezdil spolu se svými třemi bratry, Erikem, Sturem and Tomasem. V individuálních závodech dosáhl na světovém šampionátu nejlepšího umístění roku 1964, kdy skončil třetí, a na olympiádě v roce 1968, kdy bral rovněž bronz. Poté přešel k profesionálům a v roce 1971 vyhrál Giro d'Italia. Nejlepším výsledkem na Tour de France bylo třetí místo v celkovém pořadí v roce 1970. Ve stejném roce vyhrál závod Tour de Romandie.